# مارك غيلروي
مارك غيلروي (بالإنجليزية: Mark Gilroy)‏‏ (14 أغسطس 1958 في دايتون، أوهايو - )؛ روائي من الولايات المتحدة.